# Takafumi Mikuriya
Takafumi Mikuriya (御厨 貴文 Mikuriya Takafumi?, nacido el 11 de mayo de 1984 en Nagasaki) es un exfutbolista japonés. Jugaba de defensa y su último club fue el Kataller Toyama de Japón.

## Trayectoria

### Clubes
| Club            | País  | Año         |
| --------------- | ----- | ----------- |
| Ventforet Kofu  | Japón | 2007 - 2009 |
| Thespa Kusatsu  | Japón | 2010 - 2012 |
| Kataller Toyama | Japón | 2013 - 2014 |

## Estadística de carrera

### J. League
| Club            | Año   | J. League | J. League | Copa J. League | Copa J. League | Total | Total |
| Club            | Año   | Part.     | Goles     | Part.          | Goles          | Part. | Goles |
| --------------- | ----- | --------- | --------- | -------------- | -------------- | ----- | ----- |
| Ventforet Kofu  | 2007  | 0         | 0         | 0              | 0              | 0     | 0     |
| Ventforet Kofu  | 2008  | 4         | 0         | -              | -              | 4     | 0     |
| Ventforet Kofu  | 2009  | 13        | 0         | -              | -              | 13    | 0     |
| Thespa Kusatsu  | 2010  | 31        | 3         | -              | -              | 31    | 3     |
| Thespa Kusatsu  | 2011  | 33        | 2         | -              | -              | 33    | 2     |
| Thespa Kusatsu  | 2012  | 36        | 2         | -              | -              | 36    | 2     |
| Kataller Toyama | 2013  | 20        | 0         | -              | -              | 20    | 0     |
| Kataller Toyama | 2014  | 22        | 0         | -              | -              | 22    | 0     |
| Total           | Total | 159       | 7         | 0              | 0              | 159   | 7     |